# Esqui aquático nos Jogos Pan-Americanos de 2003
O esqui aquático nos Jogos Pan-Americanos de 2003 foi realizado em Santo Domingo, na República Dominicana. Houve 3 eventos masculinos e 3 eventos femininos.

## Medalhistas
Masculino
| Evento           | Ouro                  | Prata                 | Bronze              |
| ---------------- | --------------------- | --------------------- | ------------------- |
| Slalom detalhes  | Drew Ross (CAN)       | Jorge Suárez (MEX)    | Javier Julio (ARG)  |
| Truques detalhes | Jaret Llewellyn (CAN) | Russell Gay (USA)     | Jorge Ignacio (ARG) |
| Rampa detalhes   | Freddy Krueger (USA)  | Jaret Llewellyn (CAN) | Ryan Dodd (CAN)     |

Feminino
| Evento           | Ouro                 | Prata                | Bronze                |
| ---------------- | -------------------- | -------------------- | --------------------- |
| Slalom detalhes  | Karen Truelove (USA) | Regina Jaquess (USA) | Mariana Ramírez (MEX) |
| Truques detalhes | Regina Jaquess (USA) | Rhoni Barton (USA)   | Mariana Ramírez (MEX) |
| Rampa detalhes   | Karissa Wedd (CAN)   | Rhoni Barton (USA)   | Regina Jaquess (USA)  |

## Quadro de medalhas
| Posição | Nação              |   |   |   | Total |
| ------- | ------------------ | - | - | - | ----- |
| 1       | USA Estados Unidos | 3 | 4 | 1 | 8     |
| 2       | CAN Canadá         | 3 | 1 | 1 | 5     |
| 3       | MEX México         | 0 | 1 | 2 | 3     |
| 4       | ARG Argentina      | 0 | 0 | 2 | 2     |
| Total   | Total              | 6 | 6 | 6 | 18    |